# Solenne Figuès
Solenne Figuès (* 6. Juni 1979 in Villepinte) ist eine französische Schwimmerin.
Sie nahm im französischen Team an den Olympischen Spielen 1996 und 2000 teil. Ihren ersten internationalen Erfolg hatte sie bei den Europameisterschaften 2000, als sie mit der 4 × 200-m-Freistilstaffel die Bronzemedaille gewann. Bei den Olympischen Spielen 2004 in Athen gewann sie dann eine weitere Bronzemedaille über 200 m Freistil. Ihren größten Erfolg hatte sie bei den Schwimmweltmeisterschaften 2005 in Montreal, bei denen sie über 200 m Freistil die Goldmedaille gewann.
Parallel zu ihrer sportlichen Karriere absolvierte sie ein Physiotherapie-Studium in Toulouse.